# Horányi Béla
Horányi Béla (született: Hechst Béla) (Budapest, 1904. július 18. – Budapest, 1986. november 20.) magyar főorvos, ideg- és elmegyógyász, egyetemi tanár, az orvostudományok doktora (1952). 

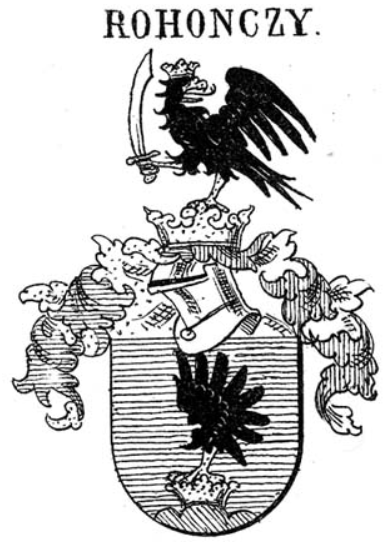
A felsőpulyai Rohonczy család címere (a Siebmacher féle könyvből)

## Családja és származása
Értelmiségi római katolikus 8 gyermekes budapesti polgári családban született 6. gyerekként. Apja Horányi (Hechst) Károly (1862–1956), kövező, anyja Schubert Terézia (1868–1937) volt. Apai nagyszülei Hechst Károly, majoros, és Urmann Terézia volt. Anyai nagyszülei Schubert József, majoros, és Monger Klára (1846–1918) voltak. Horányi Béla fivére Horányi (Hechst) Károly (1902–1959), vegyészmérnök, józsefvárosi ipartestületi elnök, aki Budapesten 1927-ben a "Szalon" szikvízgyárat alapította a VIII. kerületi Szerdahelyi utca 8.-as szám alatt; leánytestvére, Hechst Margit Vilma (1908–1986), budapesti főiskolai tanítónő (Apáczai Csere János Gyakorlógimnázium, Cukor utca), akinek a férje, Kóta László (1899–1969), budapesti főiskolai tanító volt. Hechst Béla és Hechst Károly vezetéknevét 1934. október 20-án "Horányi"-vá magyarosította.

## Élete
Már a gimnáziumban kitűnt éles eszével és szorgalmával. Számos középiskolai versenyt nyert a matematika, a latin, a magyar irodalom területén. Orvosi tanulmányait Budapesten végezte, minden szigorlatát kitűnő eredménnyel tette le. Még szigorló orvos korában Schaffer Károly professzor meghívta az Ideg-Elmeklinika agykutató laboratóriumába. 1928 szeptemberében a klinika díjtalan gyakornoka lett, majd később tanársegéd. 1935-ben egyetemi magántanári képesítést nyert az idegrendszer korszövettanából. Theoretikus tanulmányai után az Ideg-elmekórtani Klinika szolgálatába lépett, eleinte mint tanársegéd, 1932-töl kezdve mint adjunktus. 1942-ben egyetemi rk tanár. 1946 április 14-én mint nyilvános rendes tanárt az egyetemi Ideg-és Elmeklinika (1083 Budapest, Balassa u.6, később: Neurológiai Klinika) igazgatójává nevezték ki. 1951. jan. 21-én koncepciós perben elmozdították, nyugdíjazták, és az Országos Ideg-és Elmegyógyintézetben kapott osztályvezető főorvosi beosztást. 1956. október 1-én rehabilitálták, újra egyetemi tanárrá nevezték ki az egyetem újraszervezett Neurológiai Klinikájára, amelyet vezetett. Innen ment nyugdíjba 1975-ben. 1930-tól 1,5 évet töltött állami ösztöndíjjal Ausztria és Németország különböző egyetemein idegkórtani stúdiumokkal. 1935-ben ugyancsak állami ösztöndíjjal több, mint 1 évet töltött Londonban, Oxfordban és Cambridge-ben idegkórtani kutatásokkal. Közel 130 tanulmánya jelent meg magyar, német, angol, francia és olasz nyelven. Több, mint 500 előadást tartott különböző hazai és külföldi neurológiai társaságokban és kongresszusokon. Az MTA 1950-ben „kiemelt tudóssá” nyilvánította, 1952-ben pedig a „honoris causa” orvostudományok doktora címet nyerte el. Magyar anyanyelvén kívül németül és angolul olvasott, írt és beszélt, és franciául, olaszul olvasott.
1945-től 1951-ig alelnöke volt az Igazságügyi Orvosi Tanácsnak, tagja a Közegészségügyi Tanácsnak. 1945-töl 48-ig tagja az Orsz. Közegészségügyi Tanácsnak, valamint főszerkesztője az Orvosi Hetilapnak.
Számos magyar szakmai bizottság, illetve társaság vezetőségi tagja, nemzetközi szakmai szervezetek tagja volt (Deutsche Akademie für Naturforscher Leopoldina, Gesellschaft für Neurologie und Psychiatrie der DDR, Vereinigung Deutscher Neuropathologen, Société de ľExpression Psychopathologique de Paris, World Health Organisation Mentalhygieniai Tanácsa, International Brain Research Organisation központi tanácsa, Confinia Neorologica, Excerpta Medica neurológiai szekciója).

## Házassága
Feleségül vette 1947. január 9.-én Budapesten a régi római katolikus nemesi származású felsőpulyai Rohonczy családból való özvegy dr. Füredi András ügyvédné felsőpulyai Rohonczy Etelka Erzsébet (*Törökbecse, Torontál vármegye, 1903. november 19.–†Budapest, 1994. április 23.) asszonyt. Rohonczy Etelka szülei felsőpulyai Rohonczy Elemér Zsigmond Mária Aladár, földbirtokos, hajóskapitány, és Torossy Katalin voltak. Rohonczy Etelkának az első férjétől, csicsó-keresztúri Torma Domokos-tól, való elválása után 1932. december 5-én, Budapesten, a IV. kerületben, házasságot kötött második férjével dr. Füredi András (1904–1945) ügyvéddel, Szolnok vármegyei tiszteletbeli főügyésszel. Második férje halála után dr. Horányi Béla vette el feleségül; egyik házasságából sem született gyermeke Rohonczy Etelkának.

## Főbb kutatási területei
A poliomyelitis kórszövettana és klinikuma, a szkizofrénia kórszövettana, a kisagyi megbetegedések klinikuma és szövettana, az akaratlagos mozgatórendszerek klinikuma, kórélettana és patológiája, az izombetegségek kórszövettana és klinikuma, a panencephalitis nodosa vizsgálatával igen szorgalmasan foglalkozott. Orvospszichológiával, valamint élete utolsó aktív periódusában a corpus pineale kórszövettanával is foglalkozott.

## Emlékei
- Emléktábláját Lipcsey Attila avatta fel (1996. nov. 28-án).
- A Semmelweis Egyetemen bronz portrédomborművét leleplezték (Rabóczky Judit alkotása, 2006-ban).
- Nevét vette fel a "Horányi Béla Klinikai Idegtudományi Társaság".

## Főbb művei[11]
- A kísérletes lázkeltés hatása az ép idegszövetre. (Magyar Orvosi Archivum, 1935)
- Idegrendszeri elváltozások a kísérleti hyperthyreosisban. (A Magyar Pathológusok Társasága Munkálatai, 1936)
- Adatok a gliomák elfajulásos folyamatainak kórszövettanához. Szatmári Sándorral. (A Magyar Pathológusok Társasága IV. Nagygyűlése Munkálatai, 1936)
- Kísérleti adatok a polyneuritisek kórtanához. Szatmári Sándorral. (A Magyar Pathológusok Társasága Munkálatai, 1938)
- Az ideg- és elmekórtan jelenlegi állásáról Angliában. (Orvosképzés, 1938)
- Vitamin és idegrendszer. (Orvosképzés, 1939)
- Elmebetegeken észlelt pellagraszerű bőrelváltozások kórszármazásáról. Fórizs Lóránttal. (Orvosi Hetilap, 1940. 12.)
- Sajátszerű érfalelváltozás idiota agyvelőben. (Orvosi Hetilap, 1940. 31)
- Diffuse Sclerosis with Preserved Myelin Islands. Meyer, A.-val. Horányi-Hechst Béla néven. (Bp., 1940)
- Ideg- és elmekórtan. Ideg- és elmebetegségek gyógykezelése. (Gyógyszerek és gyógyítás. I–II. köt. Bp., 1940–1941)
- Therápiás kísérletek epilepsiában diphenylhydantoin-nátriummal. Gyárfás Kálmánnal. (Orvosi Hetilap, 1941. 1.)
- A liquor C-vitamin tartalmáról ideg- és elmebetegségekben. Láng Sándorral. (Orvosi Hetilap, 1942. 51.)
- A dystrophia myotonicáról. Pohl Ödönnel. (Orvostudományi Közlemények, 1942)
- Időtudat és schizophrenia. (Orvosi Hetilap, 1943. 1.)
- Constitutionalis tényezők chromophob sdenomák esetén. Szatmári Sándorral. (Orvosi Hetilap, 1943. 11.)
- A frissura orbitalis superior tünetegyütteséről. (Orvostudományi Közlemények, 1944)
- Újabb adat a subforaminalis gerincvelő daganatok kérdéséhez. Benedek Lászlóval. (Orvosi Hetilap, 1944. 43.)
- A praefrontalis leukotomiáról. (Orvosi Hetilap, 1948. 31.)
- Elmekórtan. Egy. tankönyv. (Bp., 1949)
- A neurolues kezeléséről. (Orvosi Hetilap, 1950. 18.)
- Ideggyógyászati jegyzet. I–II. köt. (Bp., 1950)
- A gyermekkori diffus agytörzsi daganatokról. (Orvosi Hetilap, 1952. 12.)
- Gehirnveränderungen bei Periarteriitis nodosa. (Acta Morphologica, 1952)
- A neurológia néhány alapkérdésének revíziója a pavlovi fiziológia szemléletében. (MTA Orvosi Tudományok Osztálya Közleményei, 1953)
- Malignus gliomák növekedési formáiról. (Orvosi Hetilap, 1953. 14.)
- Félrevezető tünetek, állapotképek agydaganat-esetekben. (Orvosi Hetilap, 1953. 20.)
- Über die Verbreitungswege der Gliome. (Acta Morphologica, 1953)
- Therapeutische Grundsätze in der Neuroluesbehandlung. Angolul és franciául is. (Therapia Hungarica, 1954)
- Biopsziás izomkórszövettani vizsgálatok neurológiai-diagnosztikai jelentőségéről. (MTA Biológiai és Orvosi Tudományok Osztálya Közleményei, 1954)
- Beiträge zur Pathologie der Panencephalitis nodosa. (Acta Morphologica, 1955)
- Cryptococcus neoformans – torula hystorica – által okozott meningoencephalitis hazai esete. Csillag Annával. (Orvosi Hetilap, 1955. 25.)
- Therápiás elvek a neurolues kezelésében. (Orvosi Hetilap, 1955. 32.)
- A corpus pineale a seniumban. (MTA Biológiai és Orvosi Tudományok Osztálya Közleményei, 1956)
- Plexussclerosis és senium. (Ideggyógyászati Szemle, 1957; németül: Beiträge zur Plexussklerose im Senium. Acta Morphologica, 1957)
- Adatok a piramispálya kórélettanához. (MTA Biológiai és Orvosi Tudományok Osztálya Közleményei, 1957)
- A motorium idegrendszeri organisatiójának néhány kérdéséről. (Orvosi Hetilap, 1957. 18.)
- Adatok a gliarostok szubmikroszkópos szerkezetéhez. Hajóssy Györgyivel. (MTA Biológiai és Orvosi Tudományok Osztálya Közleményei, 1958)
- Az időérzésről. (Pszichológiai tanulmányok. I. Bp., 1958)
- Az orvosi pszichológia feladatairól. (Pszichológiai tanulmányok. II. Bp., 1959)
- Az arteria cerebri anticalefutásbeli variációinak diagnosztikai jelentőségéről. Kárpáti Miklóssal. (Ideggyógyászati Szemle, 1959)
- Adatok a cortico-spino-muscularis apparatus kórtanához. (Orvosi Hetilap, 1959. 23.)
- A gyógyító hallgatásról. Az érzelmek atrófiája. (Magyar Pszichológiai Szemle, 1961)
- Neurológia. Monográfia és egy. tankönyv. Ill. Csavlek Márta. (Bp., 1961; 2. kiad. 1962; 3. kiad. 1966)
- A neuroglia élettani jelentőségéről. (Morphológiai és Igazságügyi Orvosi Szemle, 1962)
- Az atomenergia felszabadulásának hatása a központi idegrendszerre, elsősorban. a pszichés folyamatokra. (Magyar Tudomány, 1962)
- A vesebetegségek neurológiai vonatkozásai. (A Korányi Társaság Nagygyűlési. I. Szerk. Zoltán Imre. Bp., 1962)
- Über die neurologische Bedeutung muskelbioptischer Untersuchungen. (Acta Morphologica, 1963)
- Neurological Aspects of Renal Diseases. (Acta Medica, 1963)
- Az idegrendszer érzőműködésének néhány alapkérdéséről. (Orvosképzés, 1963)
- A fájdalom kórélettanához. (Orvosi Hetilap, 1963. 28.)
- Adatok az ún. akaratlagos idegrendszeri mozgatórendszer élettanához és kórélettanához. (Orvosi Hetilap, 1963. 33.)
- Az agytörzsi integráló rendszer. (Orvosi Hetilap, 1963. 51.)
- Schaffer Károly neuroanatómiai munkássága. (Ideggyógyászati Szemle, 1965)
- A corpus pineale szerkezete és működési jelentősége. (Orvosi Hetilap, 1966. 34.)
- A mentálhigiéné jelentőségéről. (Orvosi Hetilap, 1967. 24. és A higiénés magatartás nevelési kérdései. Szerk. Réti Endre. Bp., 1957)
- Az ember és a társadalom a mentálhigiéné szempontjából. (Egészségnevelés, 1971)
- Pszichiátriai jegyzetek. Szerk. (Bp., 1972)
- ford.: Kielholz, Paul: A depressziók diagnózisa és therápiája a gyakorlatban. Ford. (Bp., 1968).